# Mentalidade de caranguejo

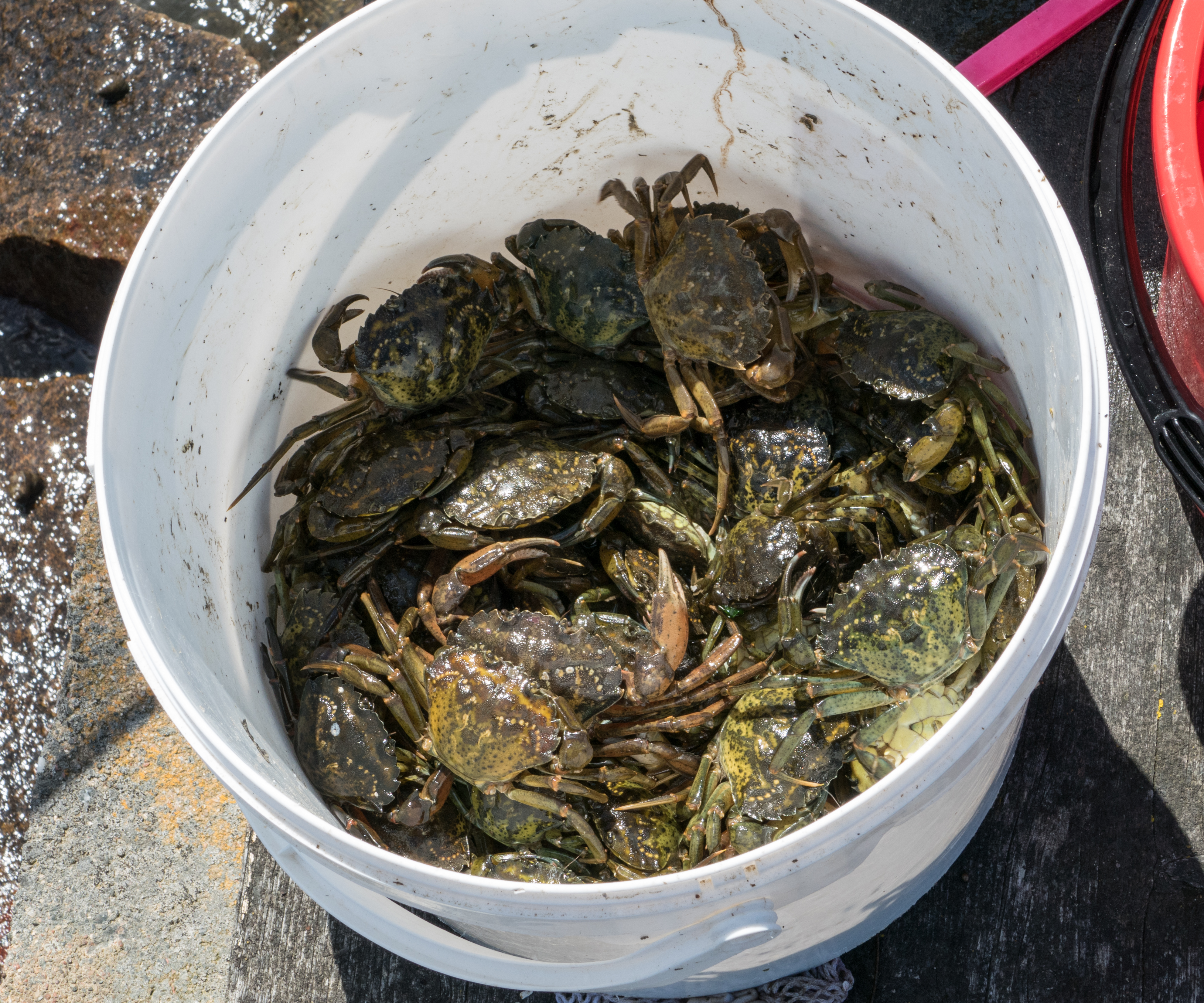
Caranguejos vivos dentro de um balde

Mentalidade de caranguejo, ou mente de caranguejo, também conhecida como mentalidade de caranguejos em um balde, ou mente de caranguejos em balde, e efeito caranguejo-balde, é uma maneira de pensar sintetizada pela frase "se eu não posso tê-lo, você também não". A metáfora surge de um padrão comportamental observado nos caranguejos presos num balde. Embora alguns caranguejos sejam capazes de escapar facilmente, um caranguejo em tentativa de fuga é puxado de volta para o balde pelos outros, garantindo a morte coletiva do grupo.
A analogia no comportamento humano é que os membros de um grupo tentam reduzir a autoconfiança de qualquer membro que alcança sucesso, seja por inveja, ressentimento, despeito, conspiração ou sentimentos competitivos, a fim de interromper seu progresso.
Um conceito relacionado é o da síndrome da papoila alta.

## Impacto no desempenho
A mentalidade de caranguejo afeta o desempenho em uma organização, uma vez que os humanos se comportam dessa maneira especialmente em grupos. O impacto desse fenômeno foi quantificado por um estudo da Nova Zelândia, de 2015, que demonstrou uma melhoria média de até 18% nos resultados das provas dos alunos quando suas notas foram apresentadas de uma maneira que impedia que outros soubessem sua posição nos rankings.